# Fontinalis flaccida
Fontinalis flaccida là một loài Rêu trong họ Fontinalaceae. Loài này được Renauld & Cardot mô tả khoa học đầu tiên năm 1888.